# Coppa San Bernardino
La Coppa San Bernardino est une course cycliste italienne disputée à San Bernardino, frazione de la commune de Lugo en Émilie-Romagne. Créée en 1947, elle est organisée par l'ASD Sodalizio San Bernardinese. 
Durant son existence, cette épreuve fait partie du calendrier régional de la Fédération cycliste italienne, en catégorie 1.19. Elle est par conséquent réservée aux espoirs (moins de 23 ans) et élites sans contrat. 

## Présentation
La Coupe est formée par un court circuit de 5,3 kilomètres emprunté à 23 reprises, pour une distance totale d'environ 121 kilomètres,. Elle est généralement favorable aux sprinteurs. 
Des sprinteurs italiens réputés comme Sacha Modolo (2006 et 2007), Giacomo Nizzolo (2009) ou Andrea Guardini (2010) s'y sont imposés avant de passer dans les rangs professionnels.

## Palmarès
| Année     | Vainqueur               | Deuxième                | Troisième             |
| --------- | ----------------------- | ----------------------- | --------------------- |
| 1947      | Ermanno Magnani         |                         |                       |
| 1948      | Giuseppe Minardi        |                         |                       |
| 1949      | Otello Dondi            |                         |                       |
| 1950      | Adriano Medri           |                         |                       |
| 1951      | non disputé             | non disputé             | non disputé           |
| 1952      | Elio Garavini           |                         |                       |
| 1953      | Virginio Galla          | Daniele Vichi           | Elio Garavini         |
| 1954      | Leo Ricci               |                         |                       |
| 1955      | Emilio Gollini          |                         |                       |
| 1956      | non disputé             | non disputé             | non disputé           |
| 1957      | Alfredo Babini          |                         |                       |
| 1958      | Franco Bini             |                         |                       |
| 1959      | Cesare Fontanelli       |                         |                       |
| 1960      | Dante Ravaglia          |                         |                       |
| 1961      | Augusto Scalorbi        |                         |                       |
| 1962      | Giancarlo Tampieri      |                         |                       |
| 1963      | Glauco Savini           | Luciano Lama            | Mario Ricci           |
| 1964-1967 | non disputé             | non disputé             | non disputé           |
| 1968      | Germano Cantoni         |                         |                       |
| 1969-1974 | non disputé             | non disputé             | non disputé           |
| 1975      | Bruno Ricci             |                         |                       |
| 1976      | Mauro De Pellegrin (it) |                         |                       |
| 1977      | Roberto Girelli         |                         |                       |
| 1978      | non disputé             | non disputé             | non disputé           |
| 1979      | Sergio Madonini         |                         |                       |
| 1980      | Gualtiero Brunetti      |                         |                       |
| 1981      | Gualtiero Brunetti      |                         |                       |
| 1982      | Gualtiero Brunetti      |                         |                       |
| 1983      | Gualtiero Brunetti      |                         |                       |
| 1984      | Gualtiero Brunetti      |                         |                       |
| 1985      | William Dazzani (it)    |                         |                       |
| 1986      | Raoul Turchi            |                         |                       |
| 1987      | Gianfranco Contri       |                         |                       |
| 1988      | Stefano Morelli         |                         |                       |
| 1989      | Filippo Meloni          |                         |                       |
| 1990      | Raoul Turchi            |                         |                       |
| 1991      | Andrea Valentini        |                         |                       |
| 1992      | Enrico Saccomanni       |                         |                       |
| 1993      | Luca Colombo            |                         |                       |
| 1994      | Alessio Pareschi        |                         |                       |
| 1995      | Federico De Beni        |                         |                       |
| 1996      | Francesco Di Ruscio     |                         |                       |
| 1997      | non disputé             | non disputé             | non disputé           |
| 1998      | Raffaele Bosi           |                         |                       |
| 1999      | Giacomo Montanari       |                         |                       |
| 2000      | Alex Gualandi           | Stefano Brunelli        | Sergey Koudentsov     |
| 2001      | Sauro Bembo             |                         |                       |
| 2002      | Diego Zannoni           |                         |                       |
| 2003      | Pasquale Muto           | Francesco Reda          | Mauro Santambrogio    |
| 2004      | Stefano Brunelli        | Fabrizio Amerighi       | Claudio Corioni       |
| 2005      | Simone Golfrè Andreasi  |                         |                       |
| 2006      | Sacha Modolo            | Francesco Rivera        | Alan Marangoni        |
| 2007      | Sacha Modolo            | Enrico Cecchin          | Matteo Busato         |
| 2008      | Andrea Grendene         | Michele Merlo           | Filippo Baggio        |
| 2009      | Giacomo Nizzolo         | Matteo Pelucchi         | Nicholas Luca Alberti |
| 2010      | Andrea Guardini         | Artem Doskalenko        | Rudy Dal Bo           |
| 2011      | Mario Sgrinzato         | Fabio Chinello          | Antonio Marchiori     |
| 2012      | Alessandro Mazzi        | Loris Paoli             | Rino Gasparrini       |
| 2013      | Nicola Poletti          | Sebastiano Dal Cappello | Federico Zurlo        |
| 2014      | Nicolas Marini          | Jakub Mareczko          | Andrei Voicu          |
| 2015      | Nicola Toffali          | Simone Velasco          | Filippo Rocchetti     |
| 2016      | Riccardo Minali         | Michael Bresciani       | Oliviero Troia        |
| 2017      | Damiano Cima            | Gianmarco Begnoni       | Ahmed Galdoune        |
| 2018      | Davide Donesana         | Ahmed Galdoune          | Cristian Rocchetta    |
| 2019      | Gianmarco Begnoni       | Attilio Viviani         | Cristian Rocchetta    |
| 2020      | Davide Bauce            | Stefano Alberti         | Davide Vignato        |